# Zespół KBG

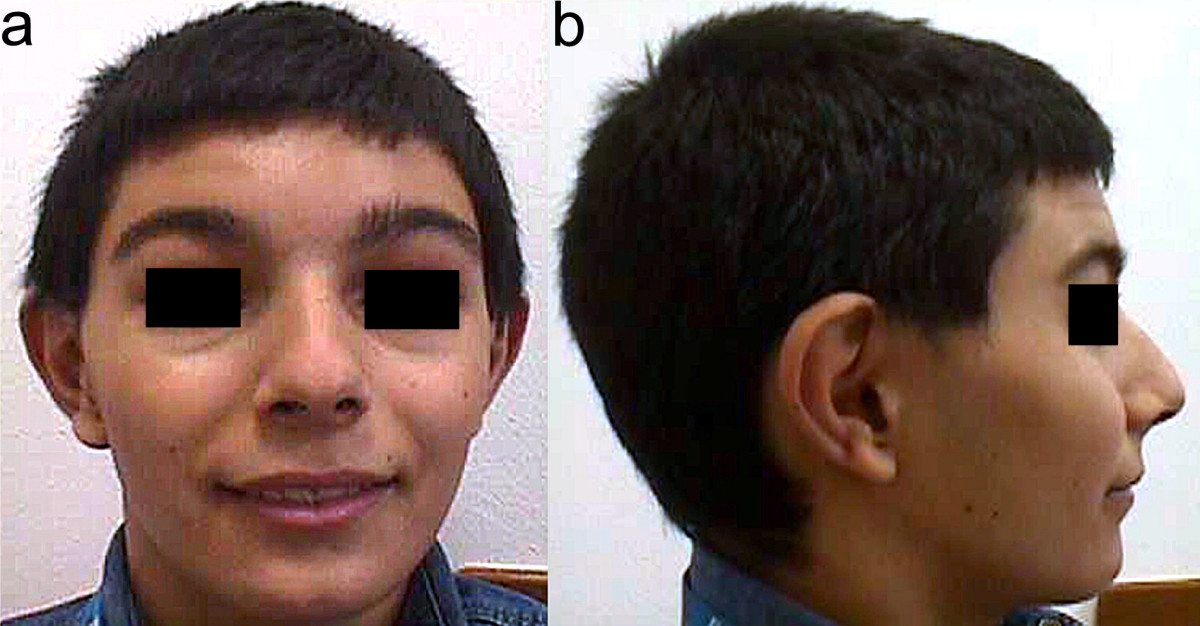
Pacjent ze zdiagnozowanym zespołem KBG. Można stwierdzić typowe dla choroby cechy dysmorficzne twarzy: niską przednią linię włosów, szerokie brwi z łagodnym synophrys, hiperteloryzm, wydatną i wysoką krawędź nosa, przodopochylenie nozdrzy, długą rynienkę podnosową, cienką wargę górną i odstające, zrotowane małżowiny uszne

Zespół KBG (ang. KBG syndrome) – rzadki zespół wad wrodzonych, charakteryzujący się typową konstelacją cech dysmorficznych twarzy, makrodoncją górnych środkowych siekaczy, anomaliami budowy kośćca (zwłaszcza kręgów i żeber) oraz opóźnieniem w rozwoju. Jak dotąd, opisano około 50 przypadków zespołu. Inne objawy kliniczne mogące pomóc w rozpoznaniu zespołu KBG, odnotowane w mniej niż 50% przypadków, to niskorosłość, nieprawidłowości EEG (z towarzyszącymi napadami drgawek lub bez nich) i nieprawidłowości w implantacji włosów. Rzadszymi objawami są pseudosyndaktylia, płetwistość szyi i jej skrócenie, wnętrostwo, utrata słuchu, wady podniebienia, zez i wrodzone wady serca. Stwierdzono dziedziczenie autosomalne dominujące choroby, zazwyczaj matka, wykazująca łagodniejszy fenotyp zespołu, przekazywała chorobę potomstwu. Etiologia zespołu KBG jest, jak dotąd, nieznana, a rozpoznanie opiera się na badaniu przedmiotowym pacjenta i stwierdzeniu typowych cech fenotypowych zespołu KBG. Nazwa zespołu pochodzi od inicjałów trzech pierwszych pacjentów, opisanych przez Jurgena Herrmanna, Johna Mariusa Opitza, W. Tiddy'ego i Philipa Davida Pallistera u dwóch rodzin w 1975 roku.

## Objawy i przebieg

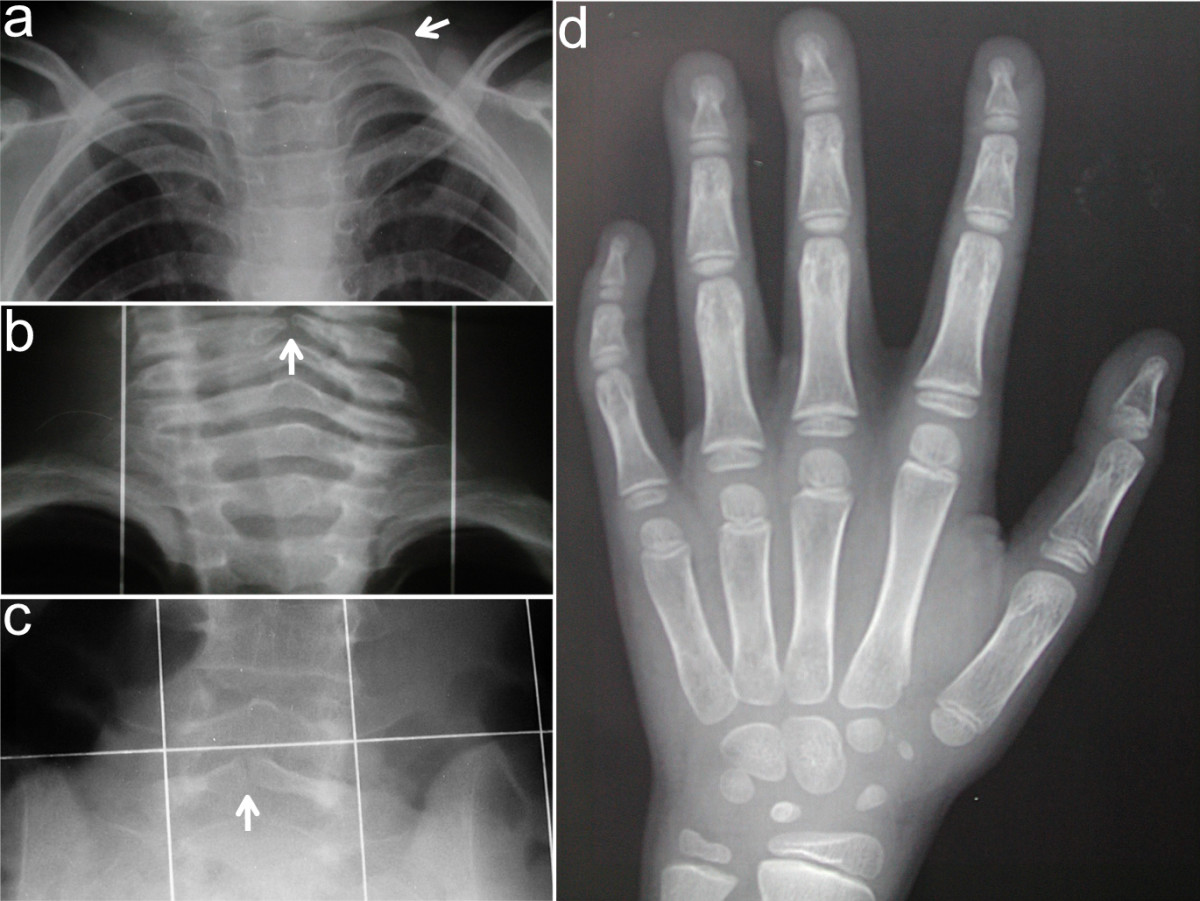
Wady wrodzone kośćca spotykane u pacjentów z zespołem KBG. A - nadliczbowe, szyjne żebro. B. Rozszczep tylnego łuku kręgu szyjnego. C. Rozszczep tylnego łuku kręgu krzyżowego

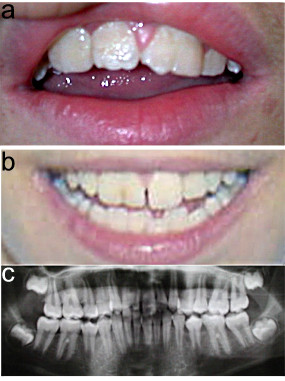
Makrodoncja pierwszych zębów siecznych jest stałą cechą w zespole KBG

Objawy spotykane u pacjentów z rozpoznanym zespołem KBG można podzielić na większe, spotykane częściej, i mniejsze, rzadsze. 
Objawy większe:
- cechy dysmorficzne twarzy:
  - wydatna albo wysoka nasada nosa (78%)
  - cienka górna warga (71%)
  - przodopochylenie nozdrzy (62%)
  - brachycefalia albo turricefalia (60%)
  - telekantus albo hiperteloryzm (58%)
  - długa rynienka podnosowa (51%)
  - szerokie brwi (49%)
  - przodopochylenie uszu, wydatne małżowiny uszne (42%)
  - łagodny synophrys (35%)
  - zmarszczki nakątne (26%)
  - ptoza (24%)
  - asymetria twarzy (24%)
- makrodoncja (100%)
  - z oligodoncją (38%)
- nieprawidłowości budowy kośćca (100%)
  - nieprawidłowe żebra lub kręgi (83%)
  - opóźniony wiek kostny (79%)
  - skrócenie kości długich dłoni (78%)
- brachydaktylia, klinodaktylia 5. palca (62%)
  - nieprawidłowa krzywizna kręgosłupa (58%)
  - skrócenie szyjki kości udowej lub dysplazja stawu biodrowego (50%)
  - nieprawidłowości budowy mostka (29%)
  - kostki wstawne (19%)
- deficyty poznawcze, opóźnienie psychoruchowe (91%)
- niskorosłość (poniżej 10 centyla) (77%)
- nieprawidłowości EEG (72%)
  - z drgawkami (24%)
- nieprawidłowa implantacja włosów (58%).

Objawy mniejsze:
- pseudosyndaktylia palców 2. i 3. (46%)
- płetwistość szyi, skrócenie szyi (42%)
- wnętrostwo (28%)
- ubytek słuchu (23%)
- wady podniebienia (obejmujące także języczek) (18%)
- zez (18%)
- wrodzone wady serca (9%).